# Eurya taronensis
Eurya taronensis là một loài thực vật có hoa trong họ Pentaphylacaceae. Loài này được P.T.Li mô tả khoa học đầu tiên năm 2000.